# Rieux (Seine-Maritime)

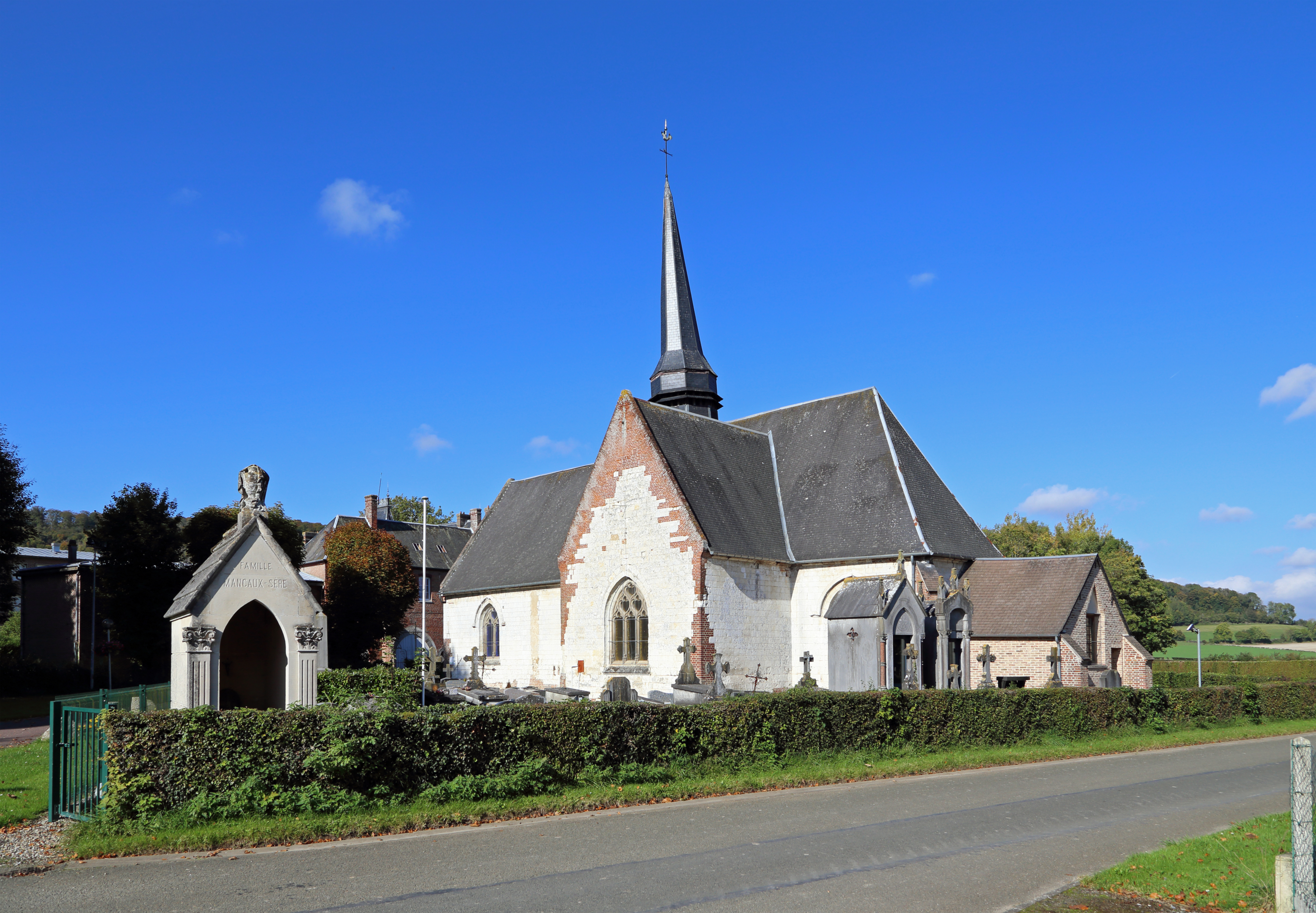
De Sint-Martinus-en-Bartholomeuskerk in Rieux

Rieux is een gemeente in het Franse departement Seine-Maritime (regio Normandië) en telt 576 inwoners (1999). De plaats maakt deel uit van het arrondissement Dieppe.

## Geografie
De oppervlakte van Rieux bedraagt 7,1 km², de bevolkingsdichtheid is 81,1 inwoners per km².
De onderstaande kaart toont de ligging van Rieux (Seine-Maritime) met de belangrijkste infrastructuur en aangrenzende gemeenten.

## Demografie
Onderstaande figuur toont het verloop van het inwonertal (bron: INSEE-tellingen).